# Das Phantom vom Dom
Das Phantom vom Dom ist ein 1998 entstandenes Hörspiel für Kinder. Es wurde von Karlheinz Koinegg im Auftrag des WDR geschrieben, Regie führte Klaus-Dieter Pittrich. 

## Handlung

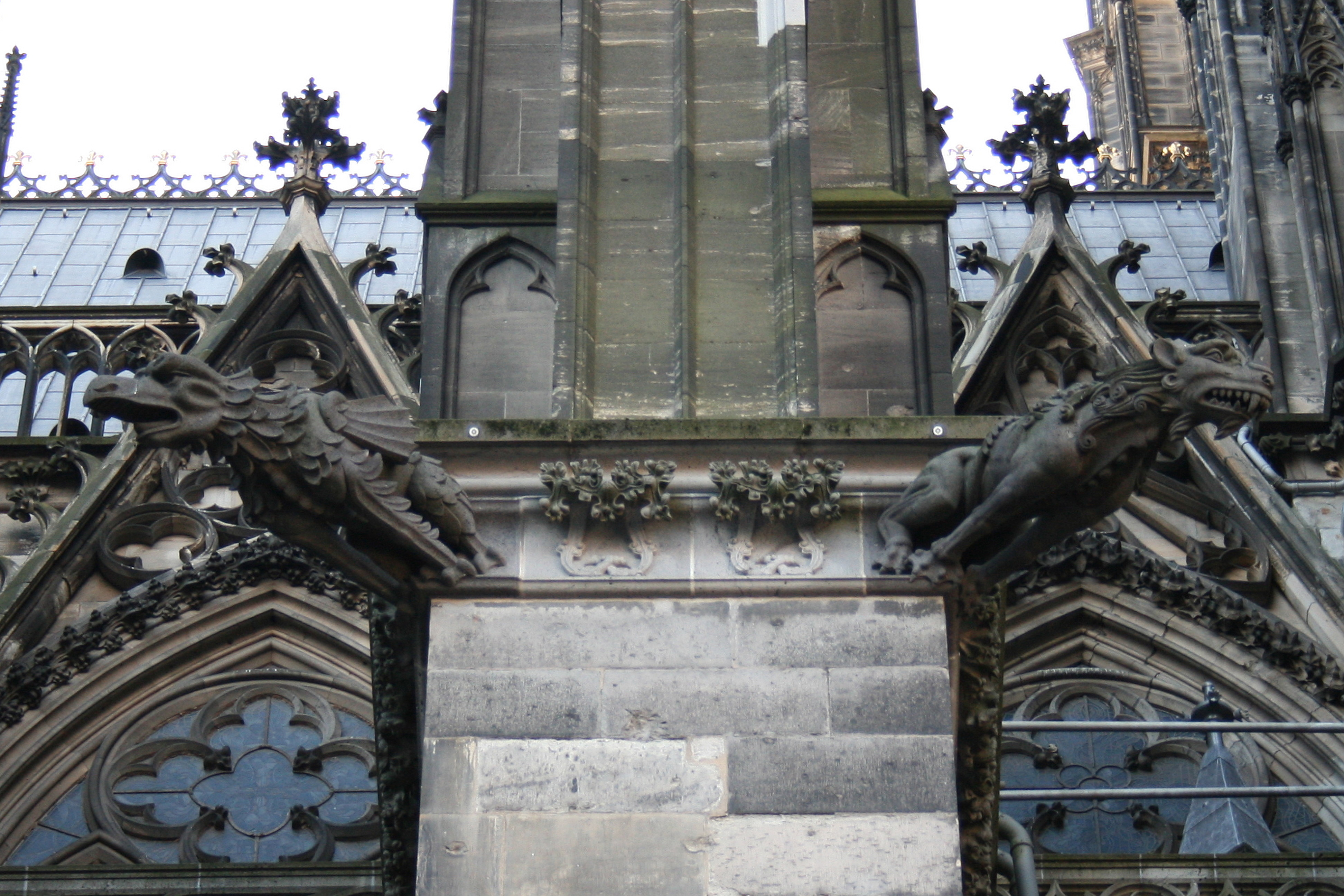
Bei den Phantomen handelt es sich um Wasserspeier.

Die Hauptperson des Hörspiels ist der 10-jährige Jannek. Janneks Eltern sind schon sehr früh gestorben. Seitdem wohnt er bei seinem Onkel Franusch in Köln. Onkel Franusch ist ein sehr netter Kerl, der jeden Abend für die Sterne singt. Als Onkel Franusch stirbt, rennt Jannek wegen eines Traums in den Kölner Dom, dort trifft er zwei Phantome, bei denen es sich in echt um Wasserspeier handelt. Sie sagen Jannek, dass er mit ihrer Hilfe in das Reich der Toten gelangen und Onkel Franusch wieder zum Leben erwecken kann. Dafür muss Jannek den beiden aber drei Tage seinen Schatten leihen. Aber das ist ein fieser Trick. Zum Glück sucht Janneks einzige Freundin Mirella mithilfe eines alten Engels Jannek. Wenn Mirella Jannek nicht gesucht hätte, wäre er wahrscheinlich verloren. Und zum Schluss darf Jannek sogar bei Mirella wohnen.

## Besetzung
- Erzähler: Gerrit Schmidt-Foß
- Jannek Jablonski: Raphael Alexander Meuther
- Onkel Franusch: Werner Eichhorn
- Mirella Manzoni: Selina Wallersheim
- Mama Manzoni: Maria Gabriella Kuhn-Bendinelli
- Frl. Rosenstock: Eva Garg
- Alf Schwarz: Max Krahé
- Kalli Schwarz: Felix Krahé
- Clavius: Matthias Ponnier
- Limo: Josef Quadflieg
- Brösel: Heinz Baumeister
- St. Christopherus: Peter Mustafa-Daniels
- Direktor: Rudolf Spade
- Kind/Mutter: Gisela Claudius
- Mann: Konrad Domann
- Frau: Rotraut Rieger
- Nachrichtensprecher + Wecker: Bernd Reheuser

## Veröffentlichung
Nachdem das Hörspiel im WDR zu hören war, erschien es 1999 auf CD und MC.
- Das Phantom vom Dom. Ein Hörspiel ab 7 Jahre. Verlag Kölner Dom, 1999. ISBN 3-922442-35-8 (CD), ISBN 3-922442-34-X (MC)